# Octopus (canción)
«Octopus», originalmente titulada como Clowns and Juggers, y a veces también conocida como The Madcap Laughs, es una canción del músico y compositor, Syd Barrett, lanzada como el único sencillo del álbum debut de Barrett después de su estadía de varios conciertos y el álbum debut de la banda Pink Floyd, con la alineación original (Barrett, Richard Wright, Roger Waters, Nick Mason y Bob Klose, anterior miembro que estuvo poco tiempo en la banda), The Madcap Laughs, que incluía a la canción del mismo álbum, Golden Hair en el lado B.

## Composición
Llevé eso en mi cabeza durante unos seis meses antes de escribirlo, así que tal vez por eso salió tan bien. La idea era como esas canciones de números como Green Grow the Rushes, O donde tienes, digamos, doce líneas cada una relacionada con la siguiente y un tema general. Es como una combinación infalible de letras, de verdad, y luego entra el coro y cambia el tempo, pero mantiene todo unido.
Syd Barrett

"Octopus" cita directamente una sección del poema "Rilloby-Rill" de Sir Henry Newbolt. La canción también presenta una variedad de otras influencias y referencias.